# Quận XXII, Budapest
Quận XXII, Budapest là một quận thuộc hạt főváros, Hungary. Quận này có diện tích 34,25 km², dân số năm 2010 là 50839 người, mật độ 1484 người/km².